# Октавиан де Сен-Желе
Октавиан де Сен-Желе (фр. Octavien de Saint-Gelais; 1468, г. Коньяк (ныне департамент Шаранта, Пуату — Шаранта, Франция) — 1502, Вар, Шаранта) — французский священнослужитель, поэт и переводчик эпохи Возрождения, один из «великих риториков».

## Биография

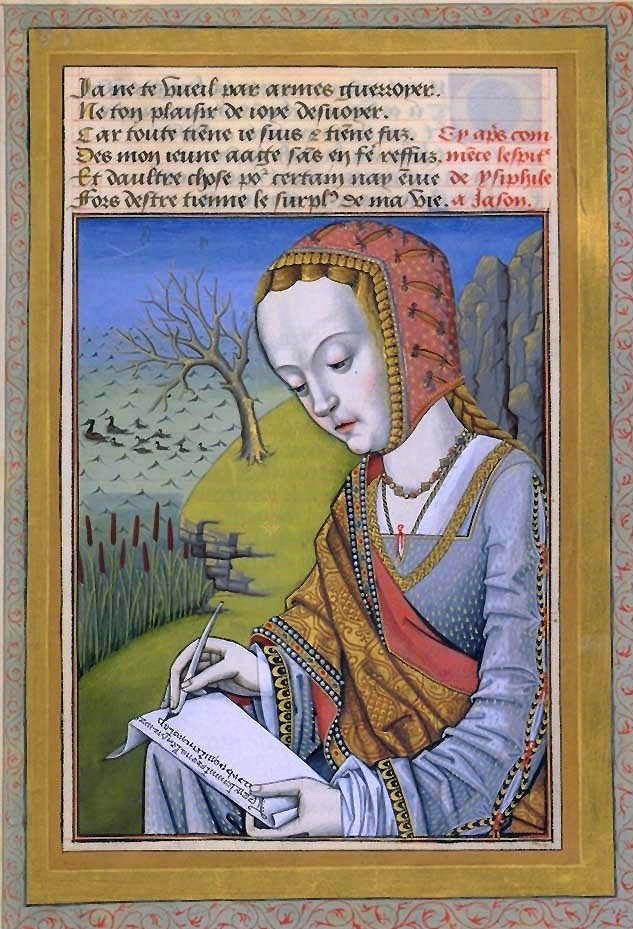
Гипсипила, миниатюра французского художника XV века к тексту Овидия в переводе Октавиана де Сен-Желе

Изучал теологию в Наваррском коллеже и Сорбонне. Жил при дворе французского короля Карла VIII.
После тяжёлой болезни отказался от разгульного образа жизни и принял духовный сан. Епископ Ангулема с 1493 года.
Осуществил ряд реформ монашеских правил, заботился о бедных и отремонтировал несколько церквей.
Занимался также поэзией.
В 1502, из-за эпидемии чумы, оставил епископство и удалился в с. Вар в Шаранте, где вскоре умер.

## Творчество
Октавиан де Сен-Желе — поэт позднего средневековья и раннего Возрождения.
Его особой стратью была поэзия античности. Первым перевёл с латинского «Энеиду» Вергилия и «Героиды» Овидия на французский язык. Его перевод «Энеиды» читал Людовик XII.
Издал ряд рондо, баллад и т. п., собранных в «Chasse ou le départ d’Amour» (1509), подражание «Роману Розы», поэму «Séjour d’honneur» (1524).
Оказал влияние на творчество поэтов позднего Ренессанса, таких как Клеман Маро и его племянник Меллен де Сен-Желе.
Его дядя, Жан де Сен-Желе, живший в конце XV века, составил «Хронику» за 1270—1510 гг., весьма точную и изданную в 1622 г.